# 法則
法則（ほうそく）とは、ある現象とある現象の関係を指す言葉である。
自然現象についてだけでなく、法規上の規則を法則と呼ぶこともある。また文法上の規則も法則とされる。法則を大別し、自然現象に焦点が当てられているものが「自然法則」、人間の行動についての規範・規則が「道徳法則」、と分けることもある。

## 自然法則
ある物事と他の物事との間に一定の関係がある（またはあるらしい）ときに、その関係をさす言葉である。一般にある関係が「法則」と呼ばれるときは、そう呼んだ人が、その関係が必然性や普遍性を持つ（持つらしい）と考えた、ということが示されている。

### 語源とその世界観
英語で法則のことを「law」と言うが、これはlay（置く、整える）の過去分詞だ、という。神によって置かれたもの、整えられたこと、ということである。ドイツ語の場合は、さらに分かりやすく「Gesetz」と言い、setzen（英語で言うところのset、セット）されたもの、と表現する。つまり、神によってセットされたものが法則、と見なされているのである。
このような表現が生まれる背景となっている世界観についてさらに説明すると、スコラ哲学の時代においては一般に、「神は二つの書物をお書きになった」、「神は、聖書という書物と、自然という書物をお書きになった」と考えられていた。
聖書を読めば神の意図を知ることができるとされ、また同時に、ちょうど時計というものをじっくり観察すれば、その時計を作った時計職人の意図を推し量ることも可能であるように、「神がお書きになったもうひとつの書物である自然」を読むことも神の意図や目論見を知る上で大切だ、と考えられた。
自然界も人間界も、同じく「法」に則って支配されると見なされたことがわかる。これが後世、分離した。

### 法則の妥当性
ある法則に当てはまらない物事が新たに見つかると、その法則は適用範囲が限定されたり、修正されたり、新たな法則に置き換えられたり、廃棄されたりする。
「法則」という呼ばれ方をするからといって必ずしも絶対性を持つとは限らない。例えば、「ゴルトンの法則」のように科学的な立場からは既に否定されたもの、「定比例の法則」のように例外が少なからずあるもの、「ムーアの法則」のように将来破綻することが予測されているものなどがある。
「例外のない法則はない」という戒め
英語の諺に “例外のない法則はない (There is no rule without exception.)” という表現がある。経験則の蓄積を重んじ、例外のない普遍的な一般原理というものに心の隅で胡散臭さを感じるイングランド的な経験主義によって成立した諺である。命題を「法則」と呼んでしまうと、人というのは、ついついその命題の妥当性を絶対視したり過信しすぎる傾向があるため、それを戒めるための言葉である。同様の言い回しに “法則を立証する例外 (exception that proves the rule; exception to proves the rule)” という言葉もあり、イングランド的経験主義では、例外が存在することで却ってその法則は説得力を持つ。
ただし、「例外のない規則はない」はラテン語（Nulla regula sine exceptione.）でもドイツ語（Keine Regel ohne Ausnahme.）でも言うのでイギリス特有かは疑問であり、また “例外は規則を証明する (The exception proves the rule.)” という諺ならばドイツ語（Ausnahmen bestätigen die Regel）にもフランス語（L'exception confirme la règle.）にもあり、これが「例外があるのは規則のある証拠」と翻訳されがちなのは後世に誤解された意味である。元はキケロー「バルブス弁護」にある “exceptiō probat rēgulam in cāsibus nōn exceptīs” （例外は例外でない場合の規則を確認する）に由来し、除外規定に定めのないことは原則を適用すべしというラテン語法諺になった。英語の場合、ラテン語probōを語源とするproveは「証明する」ではなく「試す」「確かめる」という古義、testの意味であった。この諺について言語学者ウォーフは、「形式論理の立場からすると，‘prove’ということばが「（正当性，力などを）ためそうとする」という意味でなくなったとたんに、つじつまの合わないものになってしまった。」「それが今日われわれにとって持つ意味は，もし規則に全く例外がないのなら，それは規則でも何でもなくなってしまう，そうなれば，それは経験の背景の一部となってしまい，われわれによって意識されなくなりがちである，ということである」と説いた。
そもそも、法則（英:law、独:Gesetz）と規則（英:rule、独:Regel）の区別も問題で、法則の厳密性と違って規則は例外をゆるすものとして混同を避ける向きもある。

### トゥールミンの指摘
スティーヴン・トゥールミンはその著書『科学哲学入門』(1953年）において、法則は、"法則本体" と "適用範囲" の要素に分離できることに言及し（例えば「xがAならば、xはBである」という本体部分と、「xがa,b,c、、、s,t,u の範囲ならば」という適用範囲の指定があり）、それらを分離して吟味すべきことを述べた。
トゥールミンは「法則というものは有効範囲が不明な周遊券のようなものである」と指摘。我々は有効範囲が不明な周遊券を持っており、旅に出てとにかくそれを使ってみる。そして無事使えると、事後的に "ここは周遊券の有効範囲に入っていたのだ" とする。同様に法則も、新たな領域においては実際に適用できるのかそうでないのか事前には判らない。無事適用できると事後的に "ここは適用領域の中だったのだ" とする、と指摘。つまり、法則の一回一回の適用行為は一種の「賭け」であり、法則を適用できるとの考えは、過去の適用の成功事例をもとにしたあくまで帰納的な推測にすぎない、またそれゆえに「法則」は確かさをもって新しい事例を導き出すことはできない、と指摘した。これは、因果性に対するヒュームの懐疑論に似通う。

### 法則、仮説、理論
かつて法則は、観察・実験を繰り返すことで帰納的に得られる、と信じられていた時代もある。
だが現代の科学では、カール・ポパーによってなされた指摘・提唱も織り込みつつ、法則というものは、命題の中で限られた回数ではあるが観察・実験で検証されたものをとりあえず反証例が見つかるまでの間だけ、仮説的に法則として認める、と考え、法則というのはあくまで仮説にすぎない、とする考え方がおおむね採用されるようになっている。また、そのような仮説的法則を複数個体系化したものが「理論」だ、と言われるようにもなっている。
自然法則の関連項目 : （物理法則 / 法則の破れ）、自然法、例外、相転移（相が転移すると、法則が大きく変わる）、先入観、パラダイム、パターン認識、反証主義、科学哲学

### 俗的な意味での“法則”
「法則」というのは、そう呼ぶ人が事象間に一定の関係があると見なしている場合に用いる用語であるが、（まさにその定義どおりではあるものの）提唱している当人が一定の関係があると感じて法則と呼んでいても、他の多くの人から見れば、一定の関係は無いように疑われ、科学的には裏付けの無い命題だとか、ただのジンクスの類だ、と判断される場合もある。また提唱している当人が、そうした周囲の判断・違和感を知りつつ、あえてそのような違和感を楽しんでもらうため、あるいは世界の主観的な見え方をそれはそれとして楽しんでもらうために、何らかの命題を “法則” と呼んでいる場合もある。（例:マーフィーの法則）

## 道徳法則
道徳法則に分類される法則というものは、「こうあるべし」ということを表明している。「こうである」という事実を表明しているのではない。「ヒュームの法則」参照。